# Liste der Einträge im National Register of Historic Places im Dickinson County (Iowa)

Lage des Dickinson County in Iowa

Die Liste der Einträge im National Register of Historic Places im Dickinson County in Iowa führt die Bauwerke und historischen Stätten im Dickinson County auf, die in das National Register of Historic Places aufgenommen wurden.

## Legende
| NRHP | Historic Place    |
| HD   | Historic District |

| [ 2 ] | Name                                       | Bild                           | Eintragsdatum        | Lage | Ort                      | Beschreibung                                             |
| ----- | ------------------------------------------ | ------------------------------ | -------------------- | --- | ------------------------ | -------------------------------------------------------- |
| 1     | Antlers Hotel                              | Antlers Hotel                  | 2007 ID-Nr. 07000452 | 1703 Hill Avenue 43° 25′ 30″ N, 95° 6′ 6″ W                                                                         | Spirit Lake              | 1902 im neoklassizistischen Stil errichtetes Hotel       |
| 2     | Gerome Clark House                         | Gerome Clark House             | 1977 ID-Nr. 77000510 | East of Milford 43° 19′ 50″ N, 95° 4′ 3″ W                                                                          | Milford                  | 1875 errichtetes Wohnhaus                                |
| 3     | Gull Point State Park, Area A              |                                | 1990 ID-Nr. 90001661 | Abseits des IA 86, am Ufer des West Okoboji Lake 43° 22′ 16″ N, 95° 10′ 5″ W                                        | Milford                  | 1934 errichtete Parkeinrichtungen                        |
| 4     | Gull Point State Park, Area B              |                                | 1990 ID-Nr. 90001662 | Abseits des IA 86, am Ufer des West Okoboji Lake 43° 22′ 22″ N, 95° 9′ 44″ W                                        | Milford                  | 1933 errichtete Parkeinrichtungen                        |
| 5     | Iowa Lakeside Laboratory Historic District |                                | 1991 ID-Nr. 91001830 | IA 86 43° 22′ 56″ N, 95° 10′ 52″ W                                                                                  | Milford                  | 1936–1937 errichtete Parkeinrichtungen                   |
| 6     | Mini-Wakan State Park Historic District    |                                | 2010 ID-Nr. 10000021 | 24490 100th Street 43° 29′ 59,8″ N, 95° 6′ 1,2″ W                                                                   | Spirit Lake              |                                                          |
| 7     | Okoboji Bridge                             |                                | 1998 ID-Nr. 98000789 | Brücke der 180th Avenue über den Verbindungskanal zwischen East und West Okoboji Lake 43° 22′ 30″ N, 95° 7′ 38,4″ W | Okoboji                  | 1929 errichtete Betonträgerbrücke                        |
| 8     | Pikes Point State Park Shelter and Steps   |                                | 1990 ID-Nr. 90001675 | Lake Shore Drive 43° 24′ 58″ N, 95° 9′ 42″ W                                                                        | westlich von Spirit Lake | 1933 errichtete Schutzhütte und andere Parkeinrichtungen |
| 9     | Pillsbury Point State Park                 | Pillsbury Point State Park     | 1993 ID-Nr. 90001674 | Pillsbury Point Drive 43° 22′ 4″ N, 95° 8′ 27″ W                                                                    | Arnolds Park             | 1933 errichtete Parkeinrichtung                          |
| 10    | Spirit Lake Massacre Log Cabin             | Spirit Lake Massacre Log Cabin | 1973 ID-Nr. 73000724 | Abseits des US 71 43° 22′ 34,8″ N, 95° 7′ 46″ W                                                                     | Arnolds Park             | 1856 errichtetes Blockhaus; heute Museum                 |
| 11    | Spirit Lake Public Library                 | Spirit Lake Public Library     | 1980 ID-Nr. 80001448 | 1801 Hill Avenue 43° 25′ 20″ N, 95° 6′ 5″ W                                                                         | Spirit Lake              | 1912 errichtete öffentliche Bibliothek                   |
| 12    | Trappers Bay State Park Picnic Shelter     |                                | 1990 ID-Nr. 90001676 | Trappers Bay Road 43° 27′ 14″ N, 95° 20′ 4″ W                                                                       | Lake Park                | 1933 errichteter Picknickplatz                           |

## Frühere Einträge
| [ 2 ] | Name                        | Bild | Eintragsdatum        | Lage                                      | Ort         | Beschreibung                                                                                                  |
| ----- | --------------------------- | ---- | -------------------- | ----------------------------------------- | ----------- | --- |
| 1     | Dickinson County Courthouse |      | 1981 ID-Nr. 81000235 | Hill Avenue 43° 25′ 1,9″ N, 95° 6′ 7,3″ W | Spirit Lake | Früheres Justiz- und Verwaltungsgebäude des Dickinson County; 2006 abgerissen und aus dem Register gestrichen |
| 2     | Templar Park                |      | 1977 ID-Nr. 77000511 | IA 276                                    | Orleans     | Im Jahr 2006 aus dem Register gestrichen                                                                      |